# Carlos Eduardo Drummond
Carlos Eduardo Drummond Campista (Rio de Janeiro, 8 de Fevereiro de 1971) é um poeta, escritor,  compositor, pesquisador e biógrafo brasileiro. Entre outros prêmios literários, conquistou em 1996 o primeiro lugar no "Concurso Nacional de Contos e Poesias Poeta Nuno Álvaro Pereira", da Editora Valença. 

## Biografia
Ex-aluno do Colégio Pedro II, graduado em Administração de Empresas pela UERJ e pós-graduado em Relações Internacionais pela Universidade Cândido Mendes, Drummond é também coautor dos Sambas de Enredo do G.R.E.S. Imperatriz Leopoldinense de 2011, ganhador do Prêmio "Estandarte de Ouro", e de 2013, cujo enredo versou sobre a riqueza cultural do Estado do Pará. 
Entre 1997 e 2003, escreveu em parceria com Marcio Nolasco a biografia do cantor e compositor Caetano Veloso.  A obra não foi publicada na época por falta de autorização formal do biografado e seu escritório. 
Em 2014, atuou no curta-metragem "Lalu de Ouro - O Primeiro Mestre-Sala", dirigido por Becca Lopes. O curta foi exibido em Lisboa, no FESTin, Festival de Cinema Itinerante da Língua Portuguesa, em abril de 2015.
Em março de 2016, recebeu o título honorífico “Aluno Eminente” do Colégio Pedro II, “por sua significativa contribuição para o desenvolvimento da Ciência, da Cultura e da Educação do País”, conforme texto do diploma entregue durante a cerimônia. 
Em 2015, após o STF abolir a autorização prévia para publicação de biografias no Brasil, Drummond e Nolasco retomaram o projeto da biografia de Caetano Veloso. O texto foi revisado, reescrito e atualizado. Em maio de 2017, o livro "CAETANO - uma biografia" (a vida de Caetano Veloso, o mais Doce Bárbaro dos Trópicos) foi lançado no Rio de Janeiro. A obra tornou-se a primeira biografia não-autorizada, de um personagem no centro do debate, lançada no Brasil depois da decisão da suprema corte do país.  
Em setembro de 2023, por iniciativa do vereador Vitor Hugo, recebeu da Câmara dos Vereadores da Cidade do Rio de Janeiro, "Moção de Congratulações e Aplausos", pelos relevantes serviços prestados à população do Rio de Janeiro, em prol da arte e da cultura do Samba.
Em 2019, iniciou pesquisa para escrever sobre a Exposição do Centenário da Independência de 1922 e sobre o lendário Palácio Monroe, que foi demolido em 1976, durante a Ditadura Militar. O livro ficou pronto em maio de 2024 com o título "Tempos Modernos" (O Rio metrópole, a Exposição de 1922 e a incrível história do Palácio que despareceu durante a Ditadura Militar. 

## Obras Literárias
- "Tempos Modernos" - Litteris Editora (2024) - Não-ficção
- "CAETANO - uma biografia" - Seoman (2017) - Não-ficção
- "Dreamaker - O Realizador de Sonhos" - Agbook/Amazon (2010) - Ficção [12]

- "Pequenos Sons" - Litteris Editora (2003) - Poesia
- "Borboleta Cor de Areia" - Litteris Editora (1996) - Poesia [13]

## Outras Publicações
Antologias:
- "Livro da Tribo" - Editora Tribo (2015)
- "O Pensador" - Eddy Khaos - Clube de Autores (2011) [14]
- "Livro Diário do Escritor" - Litteris Editora (2008)
- "Pérgula Literária" - Editora Valença (1996)
- "O Povo na Literatura" - Litteris Editora (1993)

Prefácios em:
- "Entreteias" - De Diego Braga (2007)
- "Reflexos de Minh'alma" - De Theresinha A. Schroeder (1999)

## Músicas
- "Da Baixada para o Brasil, André Ceciliano. Nas estações do progresso pela união de um povo" - Samba oficial do G.R.E.S Arame de Ricardo para o Carnaval (2023) [15]
- "Favela" - Samba oficial do International Samba Congress (2021) [16]
- "O Feitiço da Lua" - Samba oficial da S.R.C. Os Rouxinóis para o Carnaval (2020) [17]
- "O Acólito do Rei - As memórias do Padre Perereca" - Samba oficial do G.R.E.S. Independentes de Olaria para o Carnaval (2020) [18]
- "Pará - O Muiraquitã do Brasil" - Samba oficial do G.R.E.S. Imperatriz Leopoldinense para o Carnaval (2013)
- "Arraial do Cabo - O paraíso é aqui" - Samba oficial do GRES Império da Uva para o Carnaval (2013)
- "Sou filho de Jorge" - Samba de Embalo do Bloco Carnavalesco Filhos de Jorge para o Carnaval (2012)
- "A Imperatriz adverte: sambar faz bem à saúde!" - Samba oficial do G.R.E.S. Imperatriz Leopoldinense para o Carnaval (2011) - Estandarte de Ouro
- "Uma história de vida, Heli Ribeiro Gomes, um amigo" - Samba oficial do GRES Ás de Ouro para o Campos Folia (2011)

## Filmes
- Lalu de Ouro - O Primeiro Mestre-Sala - Ator coadjuvante (2014) [19]